# Муфаса: Краљ лавова
Муфаса: Краљ лавова (енгл. Mufasa: The Lion King) је амерички музичко драмски филм из 2024. године у режији Барија Џенкинса. Сценарио потписује Џеф Нејтансон, док су продуценти филма Адел Романски и Марк Черјак. Филмску музику су компоновали Николас Брител, Дејвид Мецџер и Фарел Вилијамс, док је песме писао Лин-Мануел Миранда. Филм је фотореалистично анимиран и истовремено представља преднаставак и наставак Краља лавова из 2019. године
Главне гласове су позајмили Арон Пјер као Муфаса, Келвин Харисон као Така и Џон Кани као Рафики, док су гласове између осталих још позајмили Сет Роген, Били Ајхнер, Доналд Гловер, Мадс Микелсен, Тандивеј Њутон, Тифани Бун, Лени Џејмс, Бијонсе и Блу Ајви Картер у свом дебитантском филму.
Филм је премијерно приказан 9. децембра 2024. у Лос Анђелесу, док је у америчким биоскопима објављен 20. децембра исте године. Наишао је на помешане рецензије критичара.

## Радња
Рафики је задужен да Симбиној и Налиној ћерки Кијари пренесе легенду о Муфаси. Испричана у присећањима, анимација представља Муфасу као младунчета без родитеља, изгубљеног и самог све док не упозна симпатичног лава по имену Така, наследника краљеве лозе, принца са светском будућношћу који је примио Муфасу у своју породицу. Случајан сусрет покреће групу на невероватно путовање у потрази за својом судбином, тестирајући пријатељство док заједно раде на томе да избену претећег и смртоносног непријатеља.

## Гласовне улоге
| Глас            | Име лика |
| --------------- | -------- |
| Арон Пјер       | Муфаса   |
| Келвин Харисон  | Така     |
| Џон Кани        | Рафики   |
| Сет Роген       | Пумба    |
| Били Ајхнер     | Тимон    |
| Доналд Гловер   | Симба    |
| Мадс Микелсен   | Кирос    |
| Тандивеј Њутон  | Еше      |
| Тифани Бун      | Сараби   |
| Лени Џејмс      | Обаси    |
| Бијонсе         | Нала     |
| Блу Ајви Картер | Кијара   |